# Соглашение о нормализации экономических отношений между Сербией и Косовом
Соглашение о нормализации экономических отношений между Сербией и Косовом (англ. Kosovo and Serbia economic normalization agreements) или Вашингтонское соглашение (англ. Washington Agreement) — соглашение о нормализации экономических отношений между Сербией и Косовом при посредничестве США. Документ подписан 4 сентября 2020 года в Белом Доме.

## Предпосылки
4 октября 2019 года Трамп назначил Ричарда Гренелла специальным посланником президента по Сербии и мирным переговорам в Косове. После нескольких месяцев дипломатических переговоров, 20 января 2020 года, Гренелл способствовал переговорам между Сербией и Косовом, где две страны согласились возобновить полеты между своими столицами впервые за более чем два десятилетия. Мирный саммит между двумя сторонами 27 июня 2020 года должен был состояться в Вашингтоне, округ Колумбия, но был отменен из-за потенциального обвинения Абдулы Хочи в военных преступлениях.
Новый саммит, расположенный в Белом доме, был организован Гренеллом и намечен на 3 и 4 сентября 2020 года. Гренелл вместе с Робертом О’Брайеном вели переговоры. 4 сентября соглашения подписали президент Сербии Александр Вучич и премьер-министр Косова Авдулла Хоти. Церемония подписания прошла в Овальном кабинете Белого дома в присутствии президента Трампа 4 сентября 2020 года. Были подписаны два отдельных документа: один — Вучичем, а другой — Хоти. Единственное различие между ними заключалось в заключительном пункте, касающемся отношений с Израилем. Оба документа были предварены поздравительной запиской от Трампа.
Участвуя в переговорах с Соединенными Штатами по экономическим вопросам, Косово и Сербия продолжали участвовать в параллельном диалоге, проводящимся Европейским союзом, в центре внимания которого лежат политические разногласия между двумя сторонами.

## Соглашение
В соответствии с условиями подписанных соглашений Сербия согласилась приостановить на один год свои усилия, как официальные, так и неофициальные, с тем, чтобы побудить другие государства либо не признавать Косово, либо отменить существующее признание. Взамен Косово согласилось не подавать заявку на новое членство в международных организациях в течение того же периода времени. Существуют также обязательства по поиску и идентификации останков пропавших без вести лиц в ходе косовского конфликта 1998—1999 годов и реабилитации беженцев этого конфликта и после окончания войны.
Косово и Сербия договорились провести совместное технико-экономическое обоснование различных вариантов соединения железнодорожной сети Белград-Приштина с глубоководным морским портом на побережье Адриатического моря. Обе стороны согласились работать с США. Международная финансовая корпорация развития и Экспортно-импортный банк Соединенных Штатов подписали меморандумы о взаимопонимании по вводу в эксплуатацию Шоссе Мира, железнодорожного сообщения между Приштиной и Мердаре, железнодорожного сообщения между Нишем и Приштиной, финансированию малых и средних предприятий и другим проектам. Они также введут в действие административный пункт пропуска Мердар на границе между двумя странами. Соединенные Штаты обещали обеим сторонам кредиты, гарантированные правительством США, для финансирования стратегических инфраструктурных разработок и США. Международная финансовая корпорация развития будет иметь постоянное присутствие в Белграде.
Обе стороны увеличат досмотр авиапассажиров, обмен информацией между собой в рамках более широкого сотрудничества США на Балканах и возьмут на себя обязательства по модернизации технологий для борьбы с незаконной деятельностью.
Они также проведут технико-экономическое обоснование с Министерством энергетики США относительно совместного использования озера Газиводе/Уймани в качестве надежного источника воды и энергии.
В рамках этих соглашений Сербия и Косово согласились присоединиться к мини-Шенгенской зоне.
Каждая сторона признает дипломы и профессиональные сертификаты другой.
Сербия согласилась перенести свое израильское посольство в Иерусалим из Тель-Авива в июле 2021 года, а Израиль и Косово договорились о взаимном признании друг друга и установлении дипломатических отношений. Косово также объявило, что они разместят свое посольство в Иерусалиме. Таким образом, Сербия станет первой европейской страной, а Косово — первой страной с мусульманским большинством, имеющей посольство в Иерусалиме.
Каждая сторона удалит оборудование 5G, предоставленное так называемыми «ненадежными поставщиками», из своих мобильных сетей и запретит таким поставщикам участвовать в торгах в будущем. Официальные лица из Сербии и Косова заявили, что речь идет о китайских компаниях, таких как Huawei Technologies.
Обе стороны обязались защищать и поощрять свободу вероисповедания, включая возобновление межконфессиональных связей, защиту религиозных объектов и выполнение судебных решений в отношении Сербской православной церкви, продолжение реституции бесхозной и невостребованной еврейской собственности времен Холокоста.
Соглашения также содержат положения, согласно которым Сербия и Косово объявляют «Хезболлу» террористической организацией и поддерживают декриминализацию гомосексуализма во всем мире.

## Международная реакция

### Одобрение
- Израиль: Премьер-министр Израиля Биньямин Нетаньяху приветствовал соглашения и заявил: «Первая страна с мусульманским большинством, которая откроет посольство в Иерусалиме. Как я сказал в последние дни, круг мира и признания Израиля расширяется, и ожидается, что к нему присоединятся другие страны».[6]

- Косово: Премьер-министр Косова Авдулла Хоти заявил, что подписание соглашений было «великим моментом для Косова и региона». 19 сентября 2020 года президент Хоти наградил Трампа Орденом Свободы, одной из высших наград Косова, за его личный вклад в укрепление мира и примирения в балканском регионе.[7] Роберт О’Брайен и Ричард Гренелл также были награждены Президентскими медалями за заслуги, а президент Тачи назвал их «незаменимыми» в сделке.

- Россия: Министр иностранных дел России Сергей Лавров подтвердил свою открытую поддержку Сербии в отношении Косова[8], однако Россия так же приветствовала экономическую нормализацию отношений между двумя странами.[9]

- Сербия: Президент Сербии Александар Вучич заявил, что соглашения являются «огромным шагом вперед».

- США: Президент США Трамп похвалил соглашения, заявив, что это был «поистине исторический день», и добавив, что «было много боев, а теперь много любви. Экономика может объединять людей».[10]

### Неодобрение
- Лига арабских государств раскритиковала решение Сербии и Косова открыть посольства в Иерусалиме, а не в Тель-Авиве.[11]

- Палестина: министерство иностранных дел и иностранных граждан Палестины осудило заявление президента США Дональда Трампа об одобрении правительства Сербии и Косова на открытие посольств в Иерусалиме, назвав этот шаг «вопиющим» и неоправданной агрессией против палестинского народа, его дела и его справедливых и законных национальных прав".[12] В ответ посол Палестины в Сербии Мохаммед Набхан сказал: «Это заявление, если оно материализуется, противоречит международному праву и резолюции ООН по палестинскому вопросу и Иерусалиму как оккупированному городу».[13]

- Турция выразила озабоченность по поводу решения Сербии переместить свое посольство в Израиле в Иерусалим, охарактеризовав это как «явное нарушение международного права».[14] Турция также призвала Косово не располагать посольство в Израиле в Иерусалиме.[15]

### Особая позиция
- ЕС: 7 сентября 2020 года в Брюсселе президент Александр Вучич и премьер-министр Авдулла Хоти подтвердили, что придают первостепенное значение интеграции в ЕС и продолжению работы над диалогом Белград—Приштина при содействии ЕС, который является ключевым элементом их соответствующего ЕС пути. Недавно согласованные в Вашингтоне документы, основанные на предыдущих обязательствах, связанных с диалогом, могут внести полезный вклад в достижение всеобъемлющего, юридически обязывающего соглашения о нормализации отношений.[16][17] В тот же день Европейский союз предупредил Сербию и Косово, что они могут подорвать свои надежды на членство в ЕС, переместив свои израильские посольства в Иерусалим. Министр иностранных дел Сербии Ивица Дачич сказал, что окончательное решение еще предстоит обсудить в правительстве и будет зависеть от «ряда факторов», включая будущее развитие связей с Израилем.[18] Представитель ЕС по иностранным делам Питер Стано сказал: «В этом контексте любые дипломатические шаги, которые могут поставить под сомнение общую позицию ЕС по Иерусалиму, вызывают серьезную озабоченность и сожаление».[19]